# 県道197号 (台湾)
県道197号（けんどう197ごう）は、台東県池上郷から同県台東市石川を結ぶ、全長59.670kmの台湾の県道である。

## 通過する自治体
- 台東県
  - 池上郷
  - 関山鎮
  - 鹿野郷
  - 延平郷
  - 卑南郷
  - 台東市

## 接続する道路
- 台9線
- 台11乙線

## 施設
- 万安国小学校
- 万安橋
- 富興橋
- 万安国小学校振興分校
- 嘉武橋
- 電光国小学校
- 電光橋
- 大渓橋
- 中野橋
- 鸞山橋